# Låt mig växa stilla
Låt mig växa stilla är en psalmsång med text från 1942 av Anders Frostenson och musik från 1945 av Karl-Erik Svedlund. Texten har 3 verser och är upphovsrättsligt skyddad till år 2076.
Melodin är i 4/4-dels takt i f-dur. Den är upphovsrättsligt skyddad till år 2016.

## Publicerad i
- Kristus vandrar bland oss än 1965, som nr 17
- Psalmer och Sånger 1987 som nr 562 under rubriken "Att leva av tro - Stillhet - meditation".[2]
- Segertoner 1988 som nr 471 under rubriken "Att leva av tro - Stillhet – eftertanke".[1]
- Frälsningsarméns sångbok 1990 som nr 466 under rubriken "ordet och bönen".